# Anto Antonije Ćosić
Anto Antonije Ćosić (Banja Luka, 21. kolovoza 1928. – Okučani, 1. lipnja 1998.), hrvatski pjesnik, pripovjedač, dramski pisac, književni kritičar i pisac za djecu. 
Osnovnu školu i gimnaziju završio u Banjoj Luci. Studij književnosti završio na Filozofskom fakultetu u Zagrebu i magistrirao s temom: Tematski krugovi Cesarićeve lirike. Doktorirao 1988. Pisao i književnu, kazališnu i filmsku kritiku, prevodio s talijanskoga jezika.

## Djela
- Lirski mozaik (pjesme, 1955.)
- Šumski razbojnik (pjesme, 1957.)
- Nečujne oluje (pjesme, 1961.)
- Ljubav, auto i meko srce (pjesme, 1961.)
- Brak nije isključen (drama, 1962.)
- Vrtić ljubavi (epigrami, 1962.)
- Mjesečar (pjesme, 1966.)
- Crveni kaputić (pjesme, 1969.)
- Kraja nema (pjesme, 1971.)
- Putovanja Ale Kirije (proza, 1982.)
- Čudaci moga djetinjstva (1991.)
- Bakin prijatelj (pjesme, 1994.)
- Plave pjesme (pjesme, 1994.)
- Pilule (epigrami, 1994.)
- 125. obljetnica trapističke opatije Marija zvijezda u Banjoj Luci -1869. – 1994. (povijesni prikaz, 1994.)
- Ne možeš živjeti vječno (1998.)
- Vrijeme mraka, Banjalučki dnevnik (dnevnik, 2000.)